# Alpha Ethniki 1993-1994
L'Alpha Ethniki 1993-1994 fu la 58ª edizione della massima serie del campionato di calcio greco, conclusa con la vittoria dell'AEK Atene, al suo undicesimo titolo e terzo consecutivo.
Capocannoniere del torneo furono Alexandros Alexandris (AEK Atene) e Krzysztof Warzycha (Panathīnaïkos) con 24 reti.

## Formula
Come nella stagione precedente le squadre partecipanti furono 18 e disputarono un girone di andata e ritorno per un totale di 34 partite.
Le ultime tre classificate furono retrocesse in Beta Ethniki.
Il punteggio prevedeva tre punti per la vittoria, uno per il pareggio e nessuno per la sconfitta.
Le squadre ammesse alle coppe europee furono quattro: i campioni alla UEFA Champions League 1994-1995, la vincitrice della coppa nazionale alla Coppa delle Coppe 1994-1995 e seconda e terza classificata alla Coppa UEFA 1994-1995.

## Squadre partecipanti
| Squadra            | Città      | Stadio | Stagione 1992-1993 |
| ------------------ | ---------- | ------ | ------------------ |
| AEK Atene          | Atene      |        | Campione di Grecia |
| Apollōn Kalamarias | Kalamaria  |        | 15°                |
| Apollōn Smyrnīs    | Atene      |        | 12°                |
| Arīs Salonicco     | Salonicco  |        | 9°                 |
| Athīnaïkos         | Vironos    |        | 10°                |
| Doxa Dramas        | Drama      |        | 13°                |
| Edessaïkos         | Edessa     |        | 14°                |
| Īraklīs            | Salonicco  |        | 6°                 |
| Larissa            | Larissa    |        | 7°                 |
| Levadeiakos        | Livadia    |        | Beta Ethniki       |
| Naoussa            | Naoussa    |        | Beta Ethniki       |
| OFI Creta          | Candia     |        | 4°                 |
| Olympiacos         | Il Pireo   |        | 3°                 |
| Panachaïkī         | Patrasso   |        | 11°                |
| Panathīnaïkos      | Atene      |        | 2°                 |
| Paniōnios          | Nea Smyrnī |        | Beta Ethniki       |
| PAOK               | Salonicco  |        | 5°                 |
| Skoda Xanthī       | Xanthi     |        | 8°                 |

## Classifica finale
|                   | Pos. | Squadra            | Pt | G  | V  | N  | P  | GF | GS | DR  |
| ----------------- | ---- | ------------------ | -- | -- | -- | -- | -- | -- | -- | --- |
| Grecia (bandiera) | 1.   | AEK Atene          | 79 | 34 | 25 | 4  | 5  | 63 | 28 | +35 |
|                   | 2.   | Panathīnaïkos      | 72 | 34 | 22 | 6  | 6  | 82 | 32 | +50 |
|                   | 3.   | Olympiacos         | 68 | 34 | 18 | 14 | 2  | 63 | 27 | +36 |
|                   | 4.   | Arīs Salonicco     | 63 | 34 | 18 | 9  | 7  | 55 | 34 | +21 |
|                   | 5.   | PAOK               | 51 | 34 | 14 | 9  | 11 | 45 | 38 | +7  |
|                   | 6.   | Īraklīs            | 49 | 34 | 13 | 10 | 11 | 59 | 45 | +14 |
|                   | 7.   | OFI Creta          | 47 | 34 | 13 | 8  | 13 | 55 | 42 | +13 |
|                   | 8.   | Skoda Xanthī       | 45 | 34 | 12 | 9  | 13 | 62 | 63 | -1  |
|                   | 9.   | Paniōnios          | 43 | 34 | 12 | 7  | 15 | 49 | 58 | -9  |
|                   | 10.  | Larissa            | 42 | 34 | 11 | 9  | 14 | 45 | 53 | -8  |
|                   | 11.  | Levadeiakos        | 42 | 34 | 11 | 9  | 14 | 38 | 45 | -7  |
|                   | 12.  | Athīnaïkos         | 40 | 34 | 11 | 7  | 16 | 34 | 50 | -16 |
|                   | 13.  | Apollōn Smyrnīs    | 40 | 34 | 9  | 13 | 12 | 30 | 41 | -11 |
|                   | 14.  | Edessaïkos         | 39 | 34 | 11 | 6  | 17 | 41 | 56 | -15 |
|                   | 15.  | Doxa Dramas        | 38 | 34 | 11 | 5  | 18 | 37 | 64 | -27 |
|                   | 16.  | Panachaïkī         | 37 | 34 | 9  | 10 | 15 | 36 | 56 | -20 |
|                   | 17.  | Apollōn Kalamarias | 32 | 34 | 8  | 8  | 18 | 42 | 66 | -24 |
|                   | 18.  | Naoussa            | 18 | 34 | 5  | 3  | 26 | 38 | 76 | -38 |

Legenda:

      Campione di Grecia e ammesso alla UEFA Champions League
      Ammesso alla Coppa UEFA
      Ammesso alla Coppa delle Coppe
      Retrocesso in Beta Ethniki
Note:

Tre punti a vittoria, uno a pareggio, zero a sconfitta.

### Verdetti
- AEK Atene campione di Grecia 1993-94 e qualificato alla UEFA Champions League
- Aris Salonicco e Olympiacos Pireo qualificati alla Coppa UEFA
- Panathinaikos qualificato alla Coppa delle Coppe
- Panachaiki, Apollon Kalamarias e FAS Naoussa retrocesse in Beta Ethniki.